# Weiyangpalatset
Weiyangpalatset  eller Weiyanggong (kinesiska: 未央宮, Wèiyānggōng) var det kejserliga palatset för den kinesiska  Västra handynastin (206 f.Kr.–23 e.Kr.) i Chang’an, dagens Xi'an. Weiyangpalatset är det största palatset som någonsin byggts i världshistorien. I dag finns det bara spår av ruinerna kvar av palatset efter att det bränts ner under Tangdynastin (618-907).

## Historia
Efter att Kinas första kejsardynasti störtades 210 f.Kr. grundade Liu Bang 206 f.Kr. Handynastin och tog sig namnet kejsare Gaozu. Kejsare Gaozu grundade staden Chang'an precis nordväst och dagens Xi'an och där uppförde han år 200 f.Kr även Weiyangpalatset i södra delen av staden under ledning av hans premiärminister Xiao He. Palatset var administrativt centrum och kejsarbostad för 12 kejsare under Västra handynastin (206 f.Kr.–23 e.Kr.) men användes även av Jindynastin (265–420) och några av staterna under De sydliga och nordliga dynastierna (420-589). Palatset brändes slutligen ner under Tangdynastin (618-907).

## Utförande

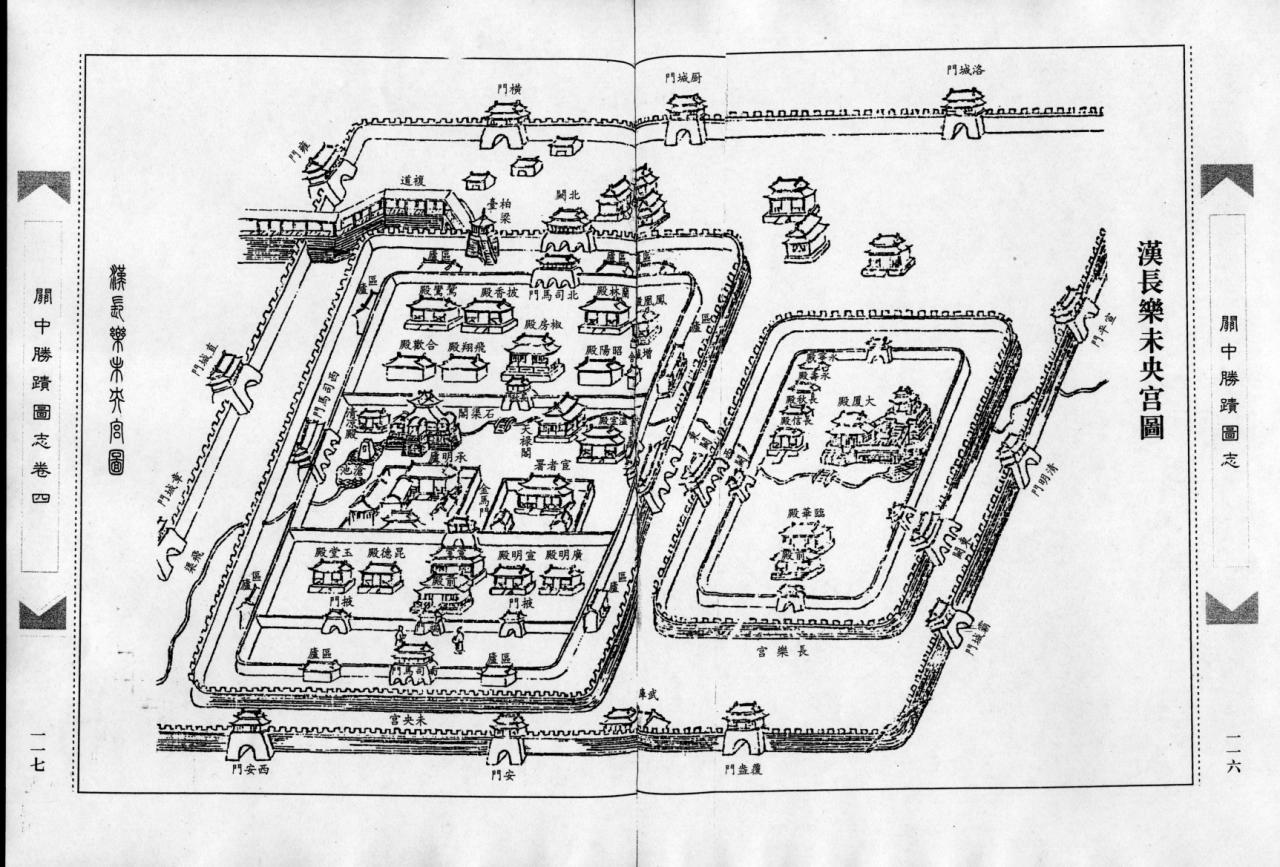
Målning från Qingdynastin föreställande Weyangpalatset till vänster och Changlepalatset till höger.

Weiyangpalatset låg ca 9 km nordväst om dagens centrum av Xi'an. I dåtida Chang'an låg palatset i sydvästra delen av staden och kallades även Västra palatset eftersom det även fans ett palats, Changlepalatset, i Chang'ans sydöstra del. Weiyangpalatset upptog en yta av 4,8 kvadratkilometer, vilket gör Weiyangpalatset till det största palats som någonsin byggts på jorden genom historien. Weiyangpalatset var 6,7 gånger större än den Förbjudna staden i Peking som var kejsarpalats för Ming- och Qingdynastin. Palatset upptog en nästan kvadratisk yta med sidorna 2 150 gånger 2 250 meter. Varje sida av palatset hade en port och den norra och östra porten som var vända mot Chang'ans centrum hade vakttorn. Den östra porten användes av feodala furstar som ville träffa kejsaren och den norra porten av övriga besökare. Det fanns över 40 salar och paviljonger i palatset såsom Främre salen (前殿), Xuanshisalen, Wenshisalen, Qingliangsalen, Qilinsalen, Jinhuasalen, och Chengmingsalen. Den Främre salen var palatsets huvudbyggnad och stod på den 15 meter höga Drakhuvudkullen (龙首山) mitt i palatset. Främre salens fundament var totalt 20 meter högt i tre nivåer och var 415 meter i nord- sydlig riktning och 165 meter i öst- västlig riktning.

## Weiyangpalatset idag
Handynastins Chang'an och Weiyangpalatset har grävts ut från 1956 fram till dags datum. Det finns i dag nästan inget kvar av palatset och platsen är numera bara ett arkeologisk utgrävningsområde